# Matanuska-Gletscher
Der Matanuska-Gletscher (von russisch: Матануска) ist ein 39 km langer, an seinem Ende sechs Kilometer breiter Gletscher im südlichen Alaska an der Nordflanke der Chugach Mountains, nördlich des Mount Marcus Baker. 
Seine Westflanke bildet der Mount Wickersham. Das Schmelzwasser des Gletschers fließt über den Matanuska River in das Cook Inlet.
In den vergangenen 400 Jahren hat er kaum an Größe verloren, reichte jedoch früher bis in die Gegend des heutigen, 90 km westlich gelegenen Palmer. Die Gletscherzunge reichte bis nahe an den Glenn Highway. In den letzten 13 Jahren ist er allerdings sehr stark abgeschmolzen, sodass er heute nicht mehr bis an den Highway herankommt.